# Aviculariinae
Aviculariinae – podrodzina pająków z rodziny ptasznikowatych.
Zaliczane tu ptaszniki mają scopulae nadstopi i stóp, zwłaszcza przednich odnóży, silnie rozszerzone bocznie, przez co wyglądają szpatułkowato. Kolce na odnóżach występują najwyżej w liczbie kilku na spodniej powierzchni goleni i nadstopi. W przednio-bocznej części szczęk brak u nich kolcopodobnych szczecinek. Samice ponadto cechują się obecnością w układzie rozrodczym dwóch całkowicie oddzielnych zbiorników nasiennych.
Przedstawiciele podrodziny rozsiedleni są od meksykańskiego stanu Veracruz na północy, przez Amerykę Centralną i Karaiby po brazylijski stan São Paulo na południu, a ponadto dwa rodzaje zamieszkują Afrykę Zachodnią i Środkową.
Należy tu 12 rodzajów:
- Antillena Fukushima et Bertani, 2017
- Avicularia Lamarck, 1818
- Caribena Fukushima et Bertani, 2017
- Ephebopus Simon, 1892
- Heteroscodra Pocock, 1899
- Iridopelma Pocock, 1901
- Pachistopelma Pocock, 1901
- Psalmopoeus Pocock, 1895
- Stromatopelma Karsch, 1881
- Tapinauchenius Ausserer, 1871
- Typhochlaena C. L. Koch, 1850
- Ybyrapora Fukushima et Bertani, 2017